# Lalande-en-Son

Lalande-en-Son este o comună în departamentul Oise, Franța. În 1 ianuarie 2022 avea o populație de 598 de locuitori.